# Jarkko Kinnunen
Jarkko Juhani Kinnunen (* 19. Januar 1984 in Jalasjärvi) ist ein finnischer Geher.

## Sportliche Laufbahn
Jarkko Kinnunen sammelte 2001 erste internationale Wettkampferfahrung im Gehen, als er sich für die U18-Weltmeisterschaften in Debrecen qualifiziert. Mit einer Zeit von 45:06,31 min belegte er den zehnten Platz im 10.000-Meter-Bahngehen. Den nächsten Wettkampf im Gehen absolvierte er anschließend erst wieder 2004 in der finnischen Heimat. 2005 gewann er die Bronzemedaille bei den Finnischen Meisterschaften über 20 km. Im Juli steigerte er sich auf dieser Distanz auf 1:32:31 h. Zudem absolvierte er 2005 seinen ersten Wettkampf auf der 50-km-Distanz und belegte mit 4:10:52 h den dritten Platz bei den Geher-Meisterschaften Skandinaviens. 2006 steigerte er sich auf dieser Distanz auf 3:59:39 h und qualifizierte sich damit für seine ersten internationalen Meisterschaften im Erwachsenenbereich. Bevor er in Göteborg bei den Europameisterschaften an den Start ging, wurde er im Juli Finnischer Vizemeister. In Göteborg konnte er sich schließlich nochmal verbessern und belegte mit 3:56:54 h den 14. Platz. 2007 steigerte er sich auf der 20-km-Distanz auf 1:26:28 h und konnte später erneut die Silbermedaille bei den Finnischen Meisterschaften gewinnen. Anfang September trat er dann wieder über 50 km bei den Weltmeisterschaften in Osaka an den Start und erreichte als Zehnter das Ziel. 2008 konnte er schließlich zum ersten Mal Finnischer Meister werden und verbesserte sich dabei auf 1:25:56 h über 20 km. Zudem war er zum ersten Mal für die Olympischen Sommerspiele qualifiziert. In Peking konnte er sich auf 3:52:25 h über 50 km verbessern und belegte damit den 15. Platz.
2009 war Kinnunen zum zweiten Mal für die Weltmeisterschaften qualifiziert, bei denen er im August in Berlin an den Start ging. Dabei steigerte er sich bis auf 3:47:36 h, womit er den achten Platz belegte. 2010 trat er in Barcelona zum zweiten Mal bei den Europameisterschaften an, konnte den Wettkampf über 50 km allerdings nicht beenden. 2011 steigerte er sich Anfang August über 20 km auf 1:23:40 h. Einen Monat später trat er in Daegu erneut bei den Weltmeisterschaften an und belegte diesmal den 14. Platz. Auch 2012 konnte er sich über 20 km verbessern und stellte im April mit 1:23:13 h eine neue Bestzeit auf. Kinnunen qualifizierte sich zum zweiten Mal für die Olympischen Sommerspiele. In London stellte er seine persönliche Bestzeit von 3:46:25 h über 50 km auf und landete damit auf dem 12. Platz. 2013 qualifizierte er sich erneut für die Weltmeisterschaften und belegte in Moskau diesmal den 19. Platz. 2014 nahm Kinnunen zum dritten Mal an den Europameisterschaften teil und landete mit einer Zeit von 3:48:49 h auf dem zehnten Platz.
2015 trat Kinnunen im August in Peking erneut bei den Weltmeisterschaften an. Mit einer Zeit von 4:02:07 h kam er diesmal allerdings nicht über Platz 32 hinaus. 2016 qualifizierte er sich im März mit 3:50:40 h für seine dritte Teilnahme an den Olympischen Sommerspielen. Im April stellte er in Tuusalu seine persönliche Bestzeit von 1:22:27 über 20 km auf. Später im August trat er bei den Olympischen Spielen in Rio de Janeiro an. Mit 3:55:43 h belegte er den 23. Platz. 2017 trat er im August in London zum sechsten Mal an den Weltmeisterschaften an. Den Wettkampf absolvierte er mit seiner Saisonbestleistung von 3:55:44 h und kam damit auf den 22. Platz. 2018 wurde Kinnunen im Juni Finnischer Vizemeister über 30 km. Anfang August trat er bei den Europameisterschaften in Berlin an. Dort kam er allerdings mit einer Zeit von 4:24:59 h nicht über Platz 26 hinaus und belegte damit einer der letzten Plätze. Im Oktober gewann er später bei den Offenen Deutschen Meisterschaften in Aschersleben. 2019 konnte er erneut bei den Weltmeisterschaften an. Bei extremen Hitze- und Luftfeuchtigkeitsbedingungen landete er in Doha auf dem 20. Platz. Über seine Platzierung auf der Weltrangliste ist er in Tokio zum vierten Mal für die Olympischen Sommerspiele qualifiziert. Dort ging er Anfang August an den Start und erreichte diesmal auf Platz 26 das Ziel. Nach den Spielen trat er vom Leistungssport zurück.
Im Laufe seiner Karriere gewann Kinnunen insgesamt zwölf finnische Meistertitel, sechsmal über 20 km (2008–2012, 2014), einmal über 30 km (2010) und fünfmal über 5000 Meter bei den Hallenmeisterschaften (2009–2010, 2013, 2019, 2021).

## Wichtige Wettbewerbe
| Jahr                 | Veranstaltung           | Ort                  | Platz                | Disziplin            | Zeit                 |
| Startet für Finnland | Startet für Finnland    | Startet für Finnland | Startet für Finnland | Startet für Finnland | Startet für Finnland |
| -------------------- | ----------------------- | -------------------- | -------------------- | -------------------- | -------------------- |
| 2001                 | U18-Weltmeisterschaften | Debrecen             | 10.                  | 10.000 m Bahngehen   | 45:06,31 min         |
| 2006                 | Europameisterschaften   | Göteborg             | 14.                  | 50 km Gehen          | 3:56:54 h            |
| 2007                 | Weltmeisterschaften     | Osaka                | 10.                  | 50 km Gehen          | 3:58:22 h            |
| 2008                 | Olympische Sommerspiele | Peking               | 15.                  | 50 km Gehen          | 3:52:25 h            |
| 2009                 | Weltmeisterschaften     | Berlin               | 8.                   | 50 km Gehen          | 3:47:36 h            |
| 2010                 | Europameisterschaften   | Barcelona            |                      | 50 km Gehen          | DNF                  |
| 2011                 | Weltmeisterschaften     | Daegu                | 14.                  | 50 km Gehen          | 3:52::32 h           |
| 2012                 | Olympische Sommerspiele | London               | 12.                  | 50 km Gehen          | 3:46:25 h            |
| 2013                 | Weltmeisterschaften     | Moskau               | 19.                  | 50 km Gehen          | 3:50:56 h            |
| 2014                 | Europameisterschaften   | Zürich               | 10.                  | 50 km Gehen          | 3:48:49 h            |
| 2015                 | Weltmeisterschaften     | Peking               | 32.                  | 50 km Gehen          | 4:02:07 h            |
| 2016                 | Olympische Sommerspiele | Rio de Janeiro       | 23.                  | 50 km Gehen          | 3:55:43 h            |
| 2017                 | Weltmeisterschaften     | London               | 22.                  | 50 km Gehen          | 3:55:44 h            |
| 2018                 | Europameisterschaften   | Berlin               | 26.                  | 50 km Gehen          | 4:24:59 h            |
| 2019                 | Weltmeisterschaften     | Doha                 | 20.                  | 50 km Gehen          | 4:25:36 h            |
| 2021                 | Olympische Sommerspiele | Tokio                | 26.                  | 50 km Gehen          | 4:04:28 h            |

## Persönliche Bestleistungen
Freiluft
- 5-km-Gehen: 19:35,14 min, 7. Juni 2009, Jalasjärvi
- 10.000-m-Bahngehen: 39:55,09 min, 8. Juli 2012, Kauhava
- 20-km-Gehen: 1:22:27 h, 23. April 2016, Tuusula
- 50-km-Gehen: 3:46:25 h, 11. August 2012, London

Halle
- 5000-m-Gehen: 19:56,83 min, 16. Februar 2013, Jyväskylä